# Salpeter

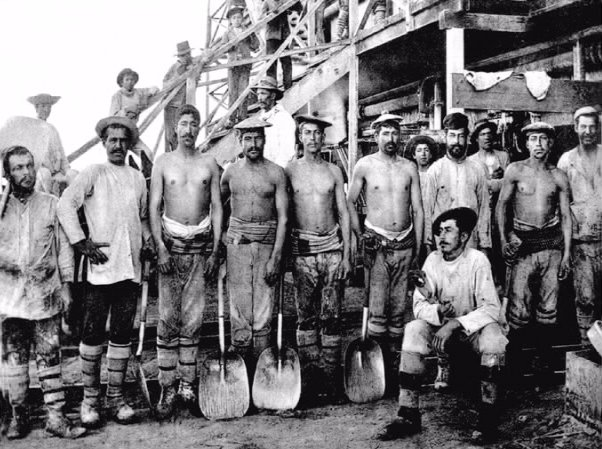
Mijnwerkers van een salpetermijn in Chili, begin twintigste eeuw

Salpeter is de triviale naam voor een aantal salpeterzure metaal-zouten:
- met name voor gewone salpeter of kaliumnitraat (KNO3)
- Chilisalpeter of natriumnitraat (NaNO3),  en
- kalksalpeter of calciumnitraat (Ca(NO3)2), of
- ammoniumsalpeter ammoniumnitraat (NH4NO3)

Het woord salpeter komt van het Latijnse woord sal (zout) en het Latijnse/Griekse woord petra/πετρα (stenen/steen), omdat het zout oorspronkelijk van de stenen rondom mestvaalten geschraapt werd.

## Toepassingen
Salpeter kan gebruikt worden voor het maken van explosieve mengsels zoals zwart buskruit en andere sassen. Nitraten zijn vrij sterke oxidatoren en dat is de reden dat een gepoederd mengsel van salpeter met houtskool en zwavel explosief is (buskruit): het nitraat oxideert de zwavel en de houtskool en daar komt veel warmte bij vrij en bovendien zetten de vaste stoffen met klein volume zich om in gassen met groot volume.
Als meststof vindt salpeter ook toepassing, bijvoorbeeld als kalkammonsalpeter. Het bevat het nitraation NO3− dat voor de plantenwereld een belangrijke bron van gebonden stikstof is. Stikstof is nodig voor de synthese van aminozuren, de bouwstenen van alle eiwitten. Hoewel de atmosfeer grotendeels uit stikstofgas bestaat, zijn de meeste planten niet in staat direct van deze bron gebruik te maken maar alleen via de hulp van bepaalde bacteriën.
Het wordt (soms) ook toegevoegd tijdens de wrongelbereiding bij het kaas maken om het ontkiemen van boterzuurbacteriesporen te voorkomen. Daardoor zou anders "laatlos" kunnen ontstaan in de kaas tijdens de rijping.
Als salpeter verhit wordt zonder een toegevoegde brandstof zoals houtskool of zwavel, dan ontleedt de stof onder vrijmaking van zuurstof. Bijvoorbeeld:
{\displaystyle {\ce {2 KNO3 -> 2 KNO2 + O2}}}
Deze reactie was al vroeg in de 17e eeuw bekend. Cornelis Drebbel heeft de ontleding waarschijnlijk gebruikt om adembare 'lucht' aan te maken aan boord van zijn onderzeeboot.

## Productie
Salpeter werd aanvankelijk geproduceerd uit nitraathoudende aarde, die in oude stallen van boerderijen te vinden was als een mengsel van mest en grond. Het kon ook kunstmatig worden geproduceerd in salpeterbedden. Dit waren lagen van mest, urine en aarde. Uiteindelijk kon men het in sommige landen ook delven als guano.
Om hieruit salpeter te verkrijgen werd de aarde vermengd met potas of weedas en opgelost in water. Na filtratie bleef een vloeistof van salpeter, andere zouten, en verontreinigingen over. Dit werd ingekookt zodat een kristallijne massa ontstond. Dit werd opnieuw opgelost in water, verhit en geconcentreerd door verdamping. De verontreinigingen werden afgeschuimd. De zouten zonken naar de bodem en werden uitgeschept. De overblijvende vloeistof koelde men af en aldus ontstonden salpeterkristallen. Deze werden eventueel opnieuw gewassen teneinde de vereiste zuiverheid te verkrijgen.
Industrieel wordt salpeter uit salpeterzuur verkregen, dat uit ammoniak wordt vervaardigd via het Ostwaldproces.